# Fenoprofeno
El fenoprofeno, que se vende bajo la marca Nalfon entre otras, es un antiinflamatorio no esteroideo  que se utiliza para tratar el dolor y la inflamación de leves a moderados, como en la artritis reumatoide, la gota y la osteoartritis. Este medicamento se toma por vía oral, y se inicia en 30 minutos y dura hasta 6 horas 
Efectos secundarios de este medicamento  pueden ser problemas hepáticos, síndrome de Stevens-Johnson, anafilaxia, problemas renales, insuficiencia cardiaca, hemorragia estomacal, infarto de miocardio e hipertensión. El uso de este medicamento en las últimas etapas del embarazo puede dañar al bebé. Actúa bloqueando la COX1 y la COX2  
Este medicamento fue aprobado para uso médico en los Estados Unidos en 1976. Está disponible como medicamento genérico. En los Estados Unidos 30 comprimidos de 600 mg cuestan alrededor de 30 dólares estadounidenses a partir de 2021. No está disponible en el Reino Unido a partir de 2021.   